# The Tapscott Sessions Vol. 10
The Tapscott Sessions Vol. 10 ist ein Jazzalbum von Horace Tapscott. Die von zwei Aufnahmesessions aus den Jahren 1982 bis 1984 im Lobero Theater, Santa Barbara, stammenden Aufnahmen erschienen postum 2003 auf Nimbus West Records.

## Hintergrund
In den frühen 1980er Jahren nahm Tapscott in einer Reihe von Aufnahmesitzungen im Lobero Theater Klaviersoli für das Label Nimbus West auf. Nach und nach wurden sie veröffentlicht, so The Tapscott Sessions Vol. 8 im Jahr 1997. Nach dem Tod des Pianisten erschienen weitere Folgen der Reihe wie The Tapscott Sessions Vol. 9; bis 2007 lagen elf Bände vor. Auf Band 10 spielt Horace Tapscott John Lewis’ „Afternoon in Paris“ zusammen mit acht seiner eigenen, weniger bekannten Kompositionen.

## Titelliste
- Horace Tapscott: The Tapscott Sessions Vol. 10 (Nimbus West NS2370C)[2]

1. Miguel 8:32
2. Roses in Bloom 6:19
3. Ballad for Samuel 11:27
4. First Love 12:18
5. Searching 4:39
6. Afternoon in Paris (John Lewis) 7:37
7. Upside Down 3:53
8. Getting Ready 3:51
9. Maya and Me 15:55

Wenn nicht anders vermerkt, stammen die Kompositionen von Horace Tapscott.

## Rezeption
Scott Yanow verlieh dem Album in Allmusic vier Sterne und schrieb, der 1999 verstorbene Horace Tapscott sei einer der großen Jazzpianisten der letzten 40 Jahre gewesen, doch da er relativ wenige Aufnahmen gemacht und einen Großteil seiner Karriere in Los Angeles verbracht hatte, sei er außerhalb der Stadt weitgehend unbekannt. Doch Tapscott hätte einen sehr originellen Stil, der frei, aber melodisch, experimentierfreudig und doch immer lyrisch sein konnte. Er behalte die Melodie der Themen im Auge, sei aber nie vorhersehbar oder leicht einzuordnen. Seine Interpretationen seien im Allgemeinen episodisch und würden mehrere Stimmungen durchlaufen, insbesondere die längeren Stücke wie der schöne, wenn auch manchmal stürmische Jazzwalzer „Ballad for Samuel“ und „First Love“. Er spiele sowohl innerhalb als auch außerhalb der Akkordwechsel, spiele punktuell auf die Vergangenheit an (insbesondere wenn er auf „Searching“ sanft schreite oder seine Wurzeln im Bop zeige) und sein Spiel verliere nie die Aufmerksamkeit. Man könne Tapscott laut denken hören und seine Gedanken seien auf ihre eigene Art philosophisch, wehmütig und swingend. Diese Solo-Aufnahmen trügen dazu bei, diesen unterschätzten musikalischen Giganten [neu] zu entdecken.